# Cochemiea cerralboa
Cochemiea cerralboa es una especie de planta suculenta perteneciente al género Cochemiea, dentro de la familia Cactaceae. Es endémica del noroeste de México (Baja California Sur) y anteriormente se le conocía como Mammillaria cerralboa.

## Descripción

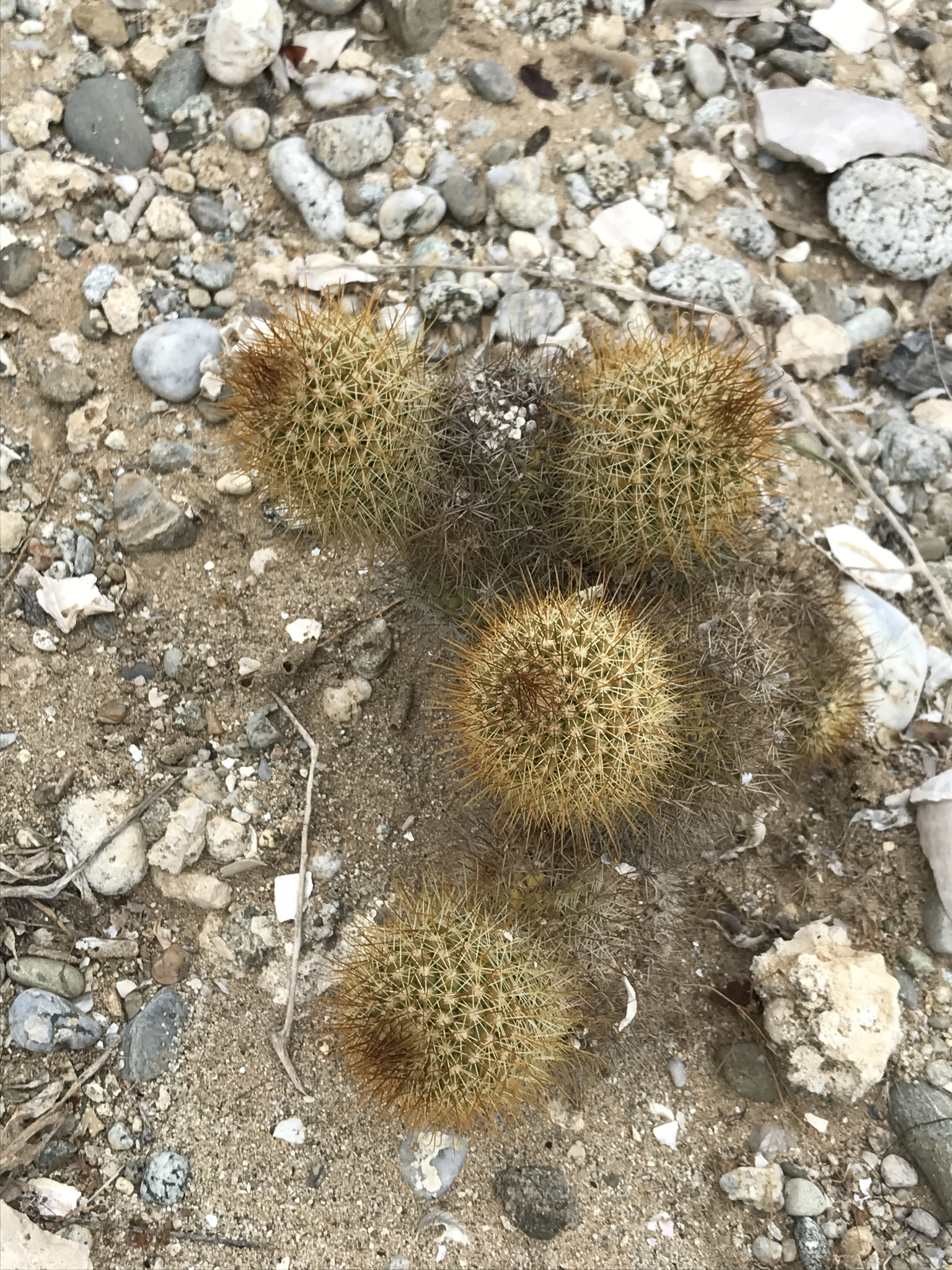
Ápices de los tallos

Cochemiea cerralboa es una especie de cactus que aunque suele crecer de forma individual, a veces aparece en pequeño grupos. Los tallos son delgados, cilíndricos y crecen hasta 20 cm de alto y de 3 a 4 cm de diámetro. 
Los tallos están cubiertos de tubérculos dispuestos en espiral, de color verde amarillento y de forma cónicos a cilíndrica, no producen savia lechosa (látex) y sus axilas (espacio que hay entre los tubérculos) poseen cerdas cortas. Sobre ellos se asientan areolas donde se distingue 1 única espina central fuerte, amarillenta, recta y a veces ganchuda, que crece de 1 a 2 cm de largo. También hay aproximadamente 10 espinas radiales rectas y de color amarillo de 2 cm de longitud. 
Las flores tienen forma de embudo y son blancas con rayas centrales de color marrón rosado. Miden hasta 2 cm de largo y tienen un gran diámetro. Los frutos tienen forma de maza y son de color verdoso a más o menos morado. En su interior contienen semillas negras.

## Distribución y hábitat

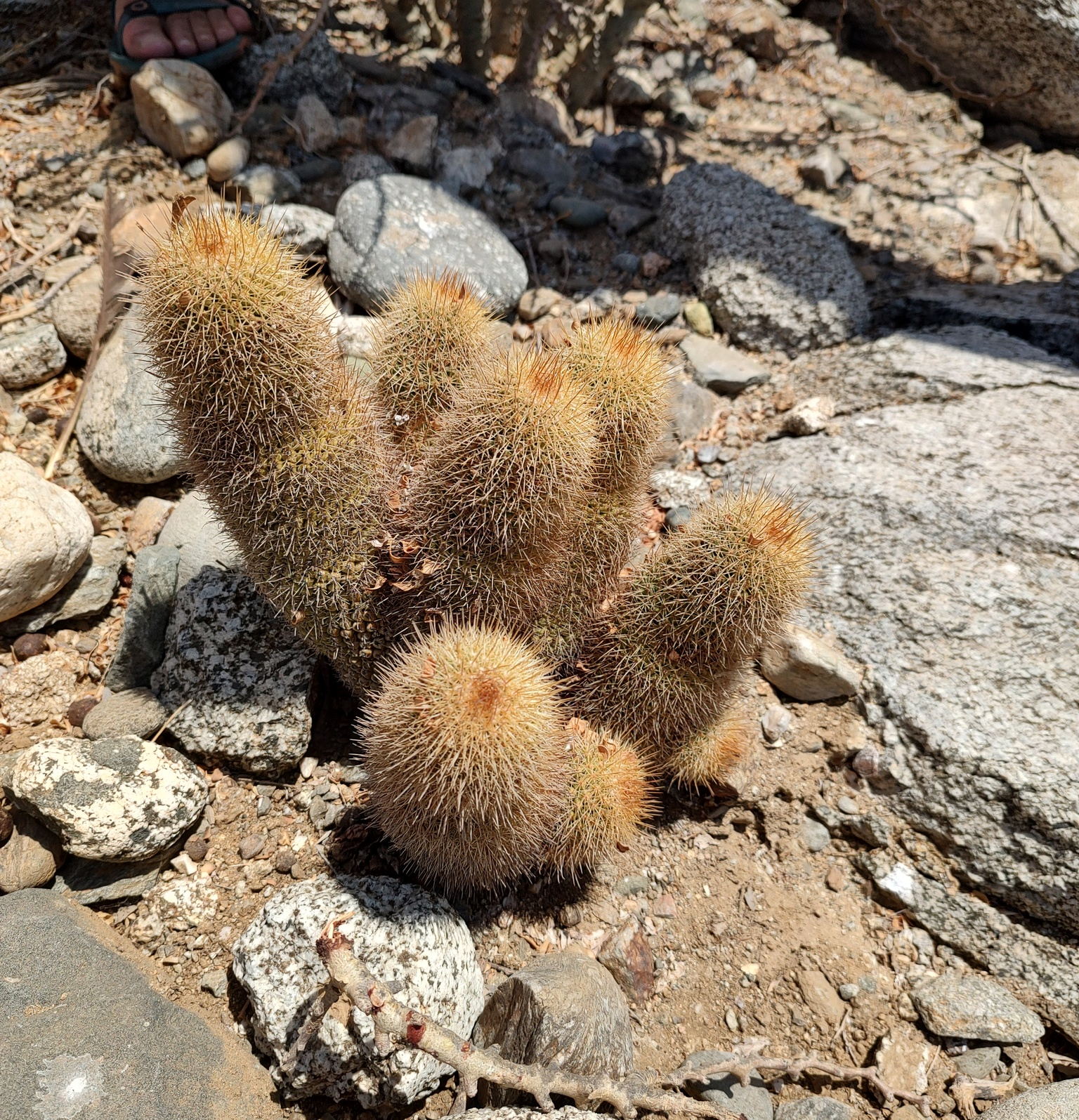
En si hábitat

El área de distribución nativa de esta especie es el noroeste de México (concretamente en el estado de Baja California Sur) y crece principalmente en biomas desérticos o de matorrales secos.

## Taxonomía
La primera descripción de esta especie fue como Neomammillaria cerralboa, publicada en 1923 por los botánicos estadounidenses Nathaniel Lord Britton y Joseph Nelson Rose en el libro The Cactaceae; descriptions and illustrations of plants of the cactus family 4: 116.
Posteriormente, los botánicos Peter B. Breslin y Lucas C. Majure colocaron la especie en el género Cochemiea, pasando a llamarse Cochemiea cerralboa y anotando estos cambios en la revista científica Taxon 70: 319 en el año 2021.
Etimología
- Cochemiea: nombre genérico que hace referencia a la tribu indígena Cochimí, que en el pasado ocupó un gran territorio de Baja California y cuya área es parte del área de distribución natural de este género.
- cerralboa: epíteto específico que hace referencia a la presencia de la especie en la Isla Cerralvo (México).[4]

Sinonimia
- Bartschella cerralboa (Britton & Rose) Doweld (2000)
- Mammillaria armillata subsp. cerralboa (Britton & Rose) D.R.Hunt (1997)
- Mammillaria cerralboa (Britton & Rose) Orcutt (1926)
- Mammillaria dioica var. cerralboa (Britton & Rose) Neutel. (1986)
- Neomammillaria cerralboa Britton & Rose (1923)

## Estado de conservación
En la Lista Roja de Especies Amenazadas de la UICN, la especie está clasificada como de “Preocupación Menor (LC)”.

## Usos
Se cultiva principalmente como planta ornamental y su propagación se realiza a través de esquejes o semillas.